# كلية موسكو العسكرية للموسيقى
اسمها الرسمي كلية فاليري خليلوف/ موسكو/ سوفوروف للموسيقى العسكرية وهي واحدة من المؤسسات الموسيقية العسكرية الرائدة في روسيا. وهي فرع منفصل من مدارس سوفوروف العسكرية في روسيا، وأقدمها جميعًا (افتتحت عام 1937).

## التاريخ

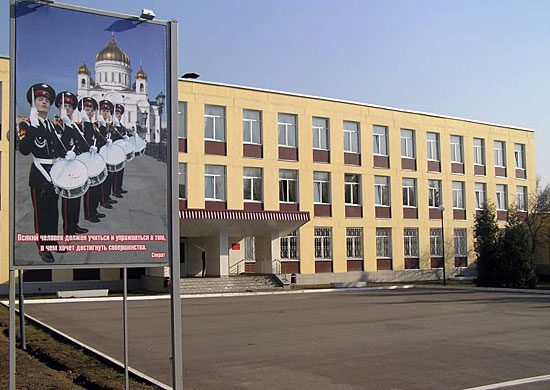
مدخل المبنى

في 1 أغسطس 1937، أسسها قائد الفرقة الموسيقية المركزية العسكرية وزارة دفاع الاتحاد الروسي، الميجور جنرال سيميون تشيرنيسكي، وبُنيت كمدرسة داخلية للموسيقيين العسكريين المحتملين في الجيش الأحمر. وكان التلاميذ الذين تبلغ أعمارهم 12 عامًا فأكثر يمضون في البداية 3 سنوات في المدرسة الداخلية.

## التقاليد
قبل فترة وجيزة من الذكرى الثمانين لتأسيسها، مُنحت الكلية لقب «فاليري خليلوف» الشرفي في 26 ديسمبر 2016 من قبل وزير الدفاع سيرجي شويغو - بعد يوم من الغارة الجوية التي قتلت فاليري خليلوف و 91 آخرين قبالة سوتشي أثناء وجود فرقة ألكسندورف العسكرية. وكانت الفرقة في طريقها لتقديم عروض للقوات الروسية المنتشرة في سوريا.

## الوحدات الخاصة

### الفرقة
تحتفظ المدرسة بفرقة مارشات عسكرية تعمل المناسبات الاحتفالية التي تستضيفها الكلية، وتتكون في الغالب من موسيقيي جناح فرقة التدريب. وتقدم فرقة كلية سوفوروف عروضها في الأماكن الرائدة في البلاد، بما في ذلك القاعة الكبرى في معهد موسكو الموسيقي، وبيت موسكو الدولي للموسيقى، وقصر الكرملين. ولا يعمل جناح فرقة التدريب المركزية للكلية في روسيا فحسب، بل يعمل أيضًا في أحداث الوشم العسكرية في سويسرا وألمانيا وفرنسا وإيطاليا وإنجلترا وبولندا وجمهورية التشيك. وكان مشاركًا منتظمًا في مهرجان برج سباسكايا للوشم العسكري منذ عام 2006.

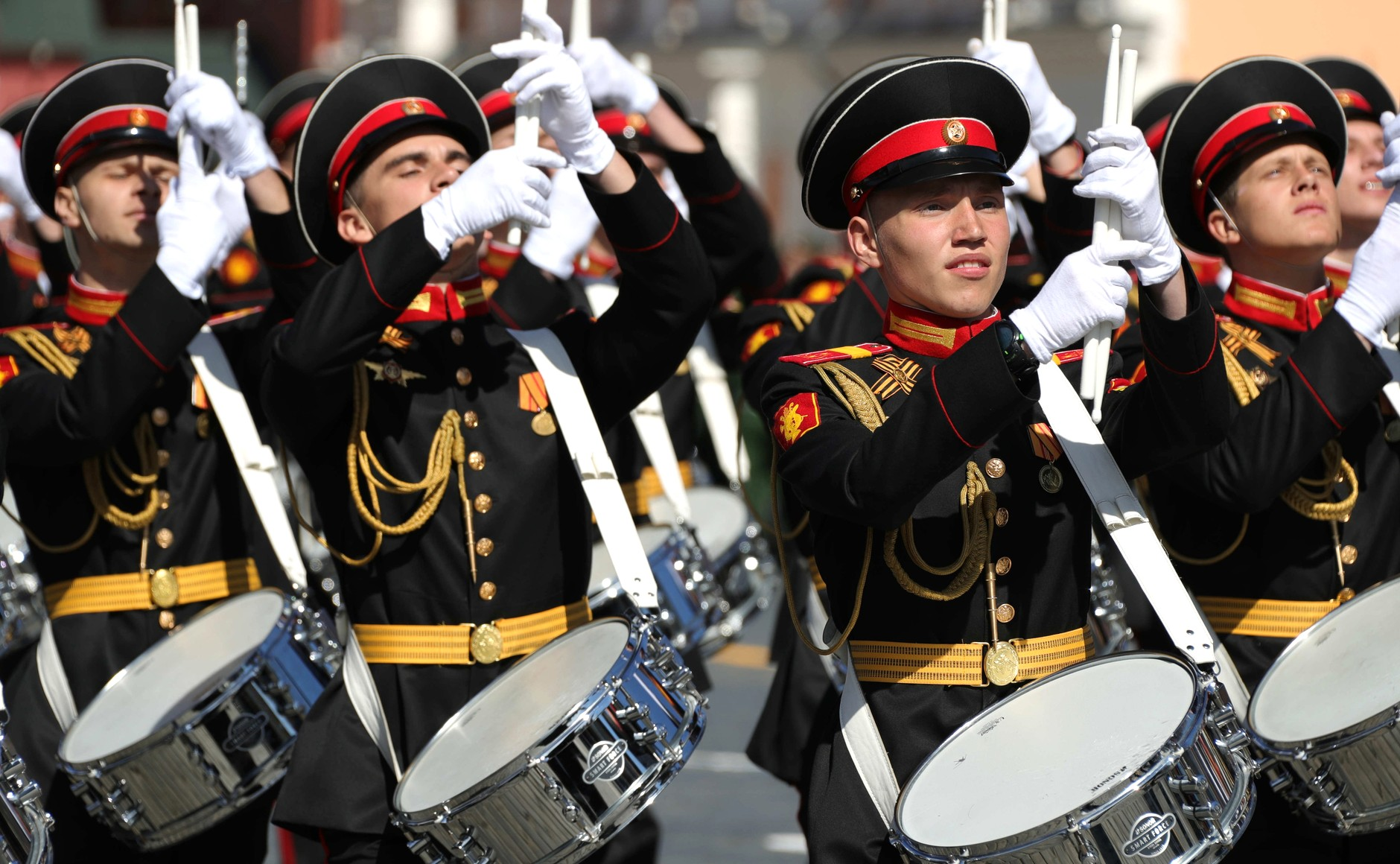
طلاب الكلية في العرض العسكري ليوم النصر في موسكو 2018.

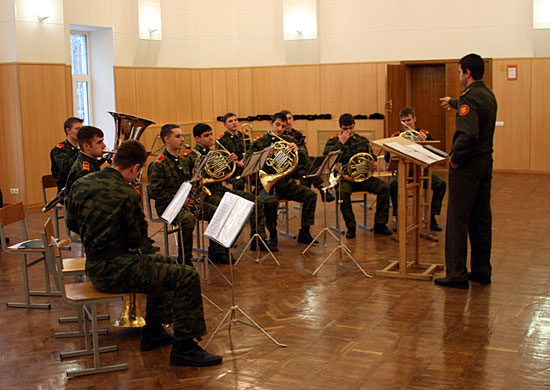
فرقة المتدربين

### فيلق الطبول
تشتهر الكلية على المستوى الدولي بفيلق الطبول، والذي شارك في العرض العسكري ليوم النصر في موسكو عام 1945 ومشارك منتظم في يوم الثورة (1938 إلى 1990)، ويوم النصر (1965، 1985، 1990، 1995-2008، 2012-)، وحتى العروض العسكرية في عيد العمال عام 1968. يقود الفيلق ميجور طبول، وكان منذ حوالي 8 عقود، التشكيل الذي يقرع إيقاعات الطبول التي سبقت جزء عبور القوات في جميع المسيرات التي أقيمت في الساحة الحمراء ذات الأهمية الوطنية. وتشتمل أدوات الفيلق على طبول جانبية وأبواق وترومبون وغلوكنشبيل والطبول الكبيرة، وطبول التينور، والأبواق الكبيرة.
استخدمت الكلية رمز الهلال التركي كرمز لها في العروض العسكرية في عيد الثورة وعيد النصر من عام 1975 إلى عام 1990، واستبدلت لاحقًا في عام 1995 بفريق حملة الأعلام بالكلية يسير حاملا يحمل راية الفوج الجماعي (منح علم جديد للمؤسسة في عام 2008)، خلف قائد الكلية.

### فرقة حاملي طبول فيستا
أنشأت فرقة حاملي طبول فيستا في الكلية في عام 2005. قائدها الحالي ميخائيل ملنيك، وهو مدرس التعليم الإضافي في المدرسة. وشاركت الفرقة في مسابقة الأغنية الأوروبية لعام 2009 والمهرجان الدولي للأوركسترات العسكرية «وشم على خشبة المسرح» في لوسيرن في سويسرا. وفي عام 2014، شاركت الفرقة في الحفل الختامي لدورة الألعاب الأولمبية الشتوية في استاد فيشت الأولمبي في سوتشي.

## قادة الكلية
- المقدم ليونيد بانك (1937-1939)
- بوريس لفوفيتش (1939-1940)
- العقيد فلاديمير زلوبين (1940-1957)
- العقيد نيكولاي نزاروف (1957-1958)
- العقيد كونستانتين كاميشوف (1958-1960)
- العقيد أركادي مياكيشيف (1961-1970)
- العقيد فلاديمير فولكوف (1970-1975)
- العقيد فلاديمير ديتيسوف (1975-1982)
- العقيد كونستانتين رومانشينكو (1982-1986)
- العقيد أركادي دزاجوبوف (1986-1993)
- العقيد جينادي أفونين (1993-2005)
- العقيد ألكسندر جيراسيموف (2005 حتى الآن) [10]

## المتخرجون
- نيكولاي ميخائيلوف
- الكسندر سلادكوفسكي
- فاليري خليلوف
- سيرجي كوستيوشينكو

## معرض صور

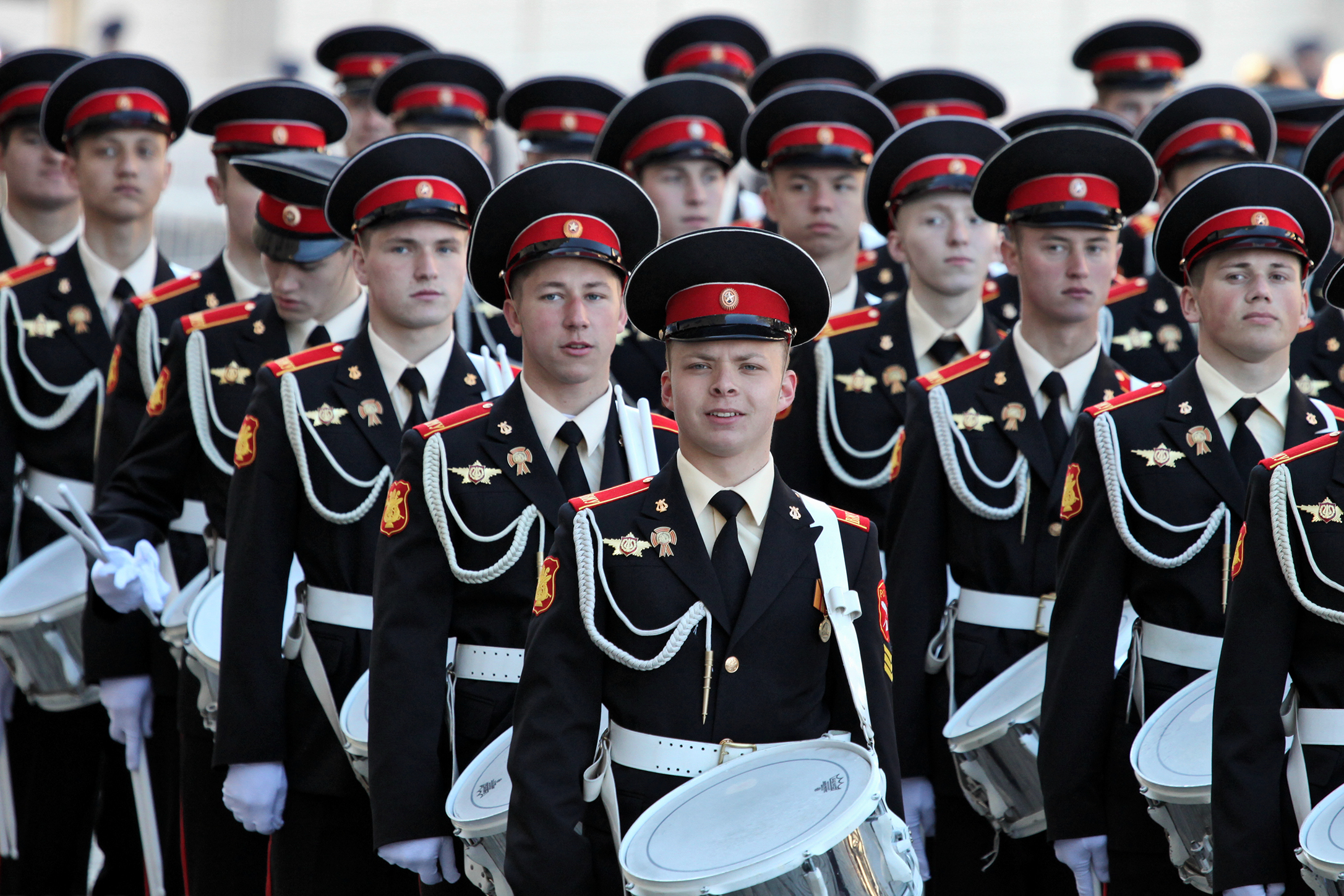
فيلق الطبول خلال العرض العسكري في يوم السادس في موسكو.
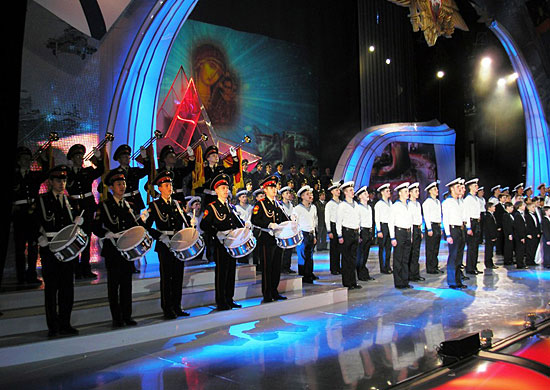
خلال حفل موسيقي في موسكو.
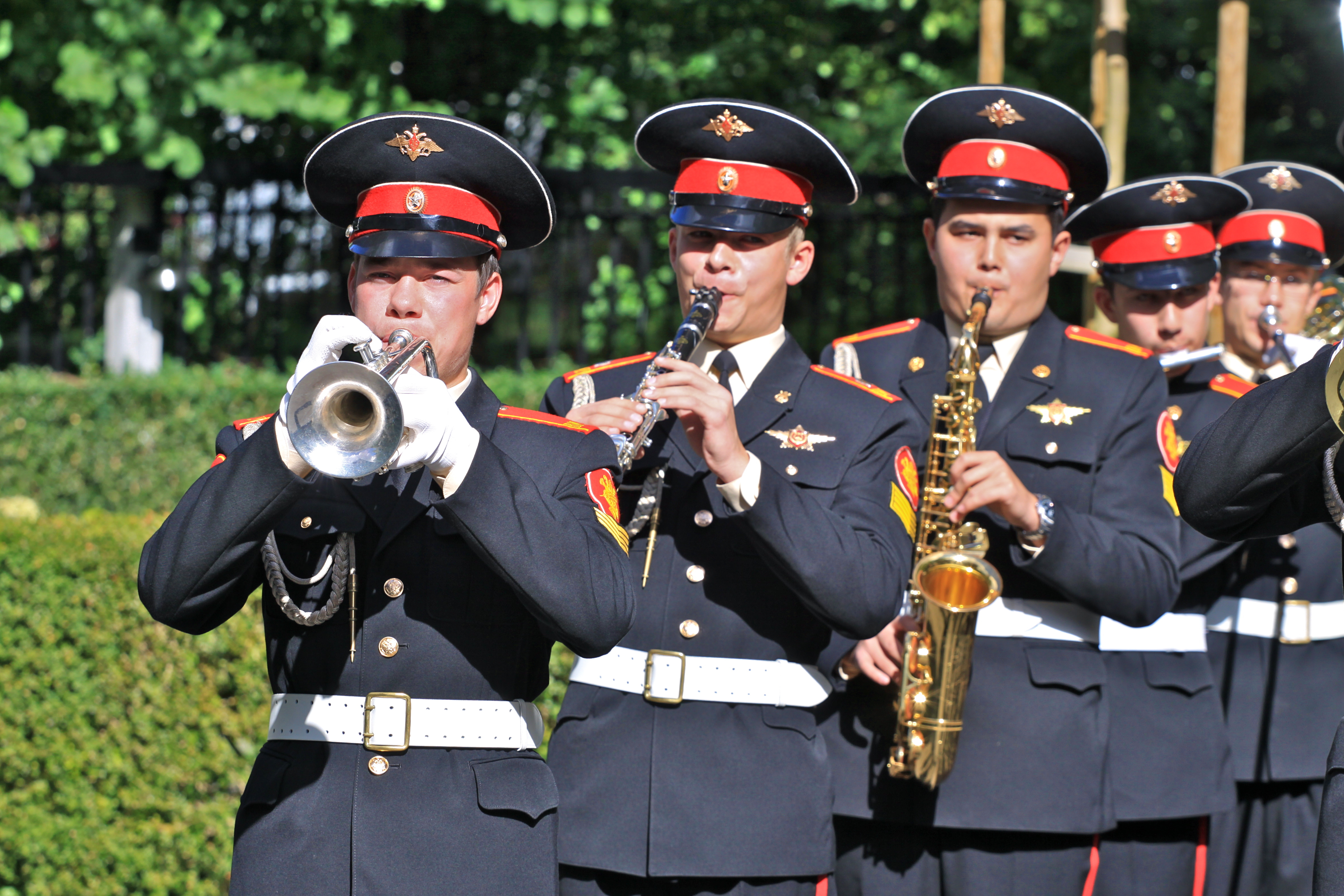
طلاب الفرقة العسكرية  [لغات أخرى]‏ للكلية في برن. (مارش تشكيل الفرقة)
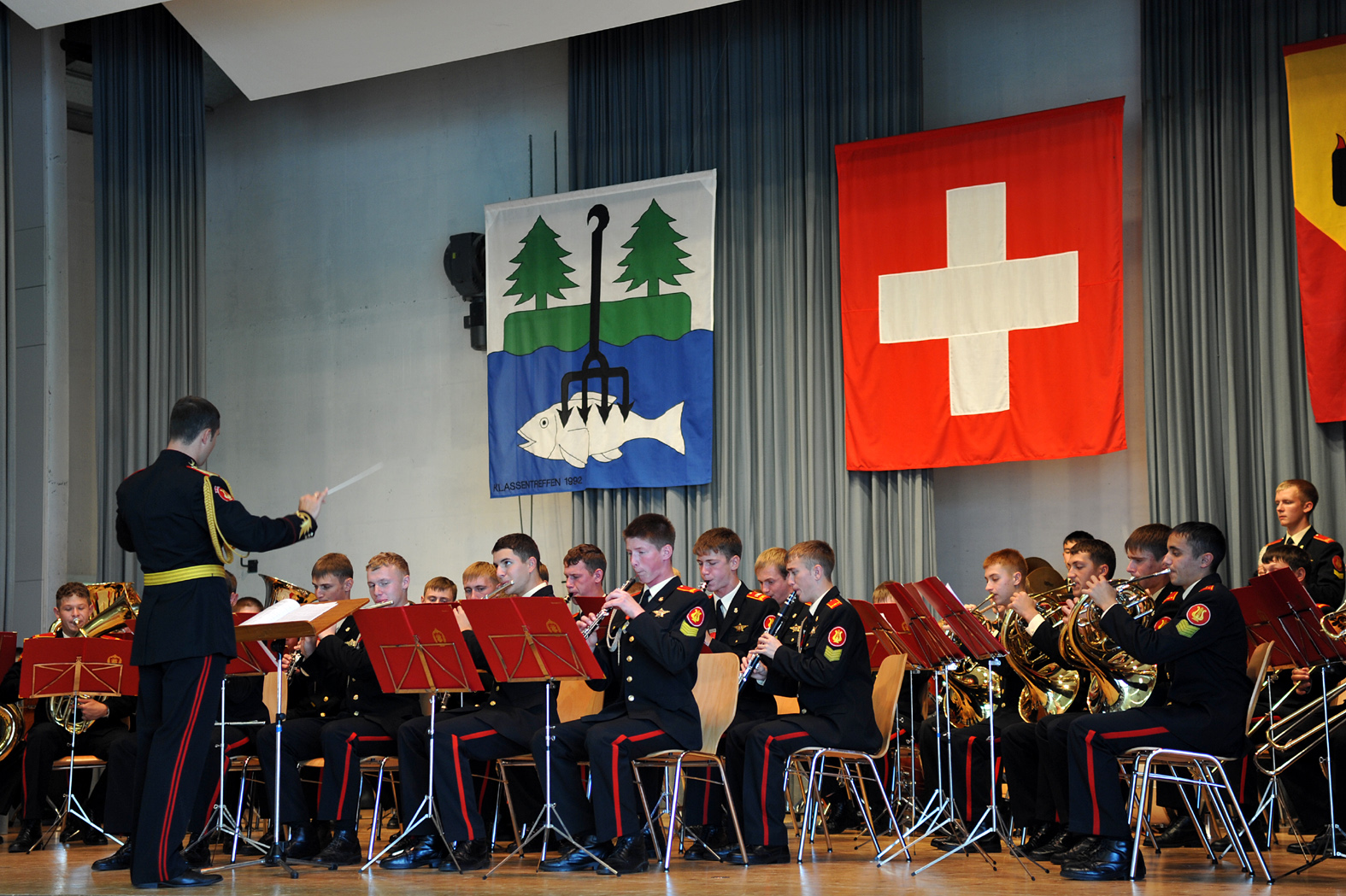
تشكيل فرقة موسيقية
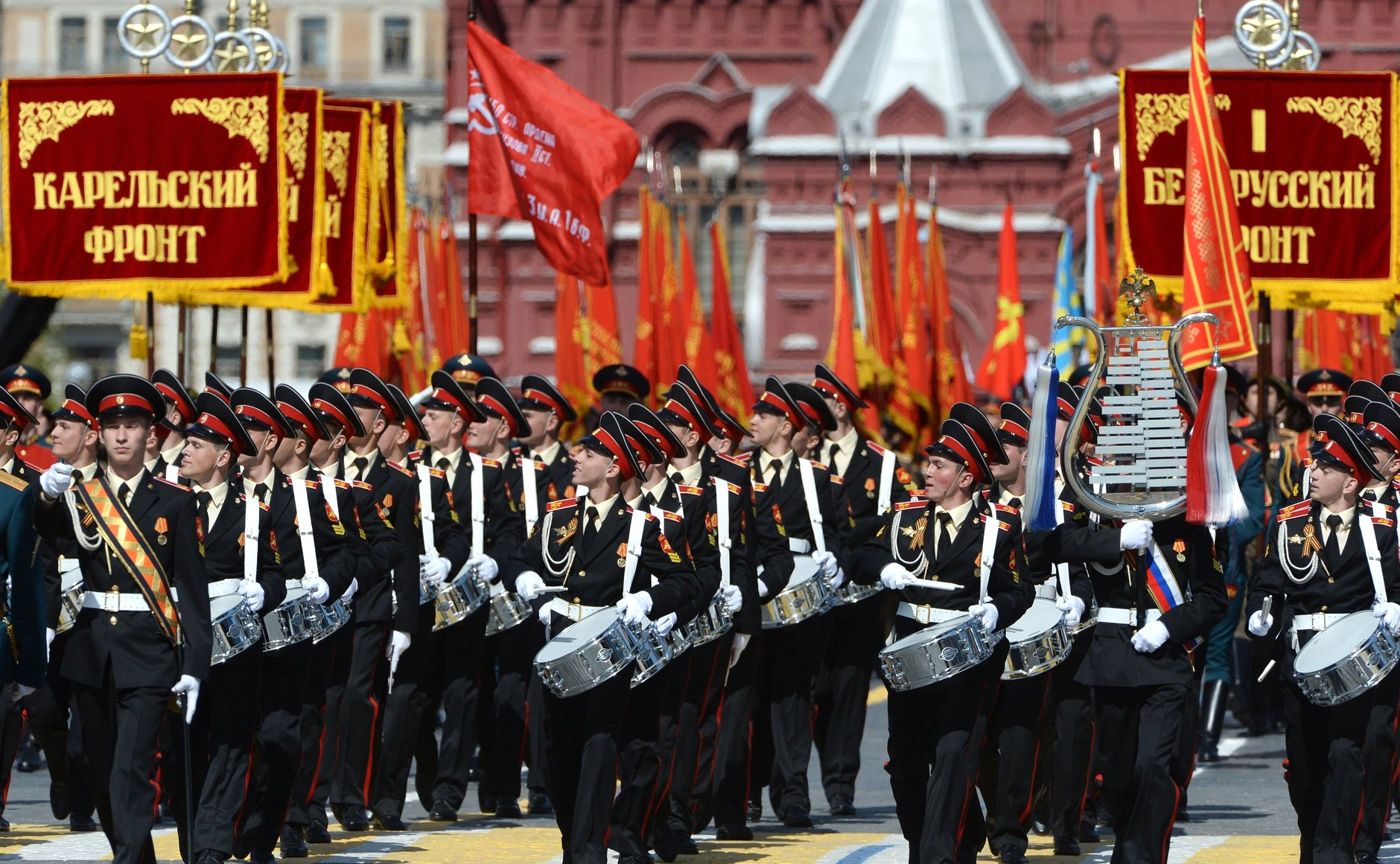
فيلق الطبول في عرض عسكري
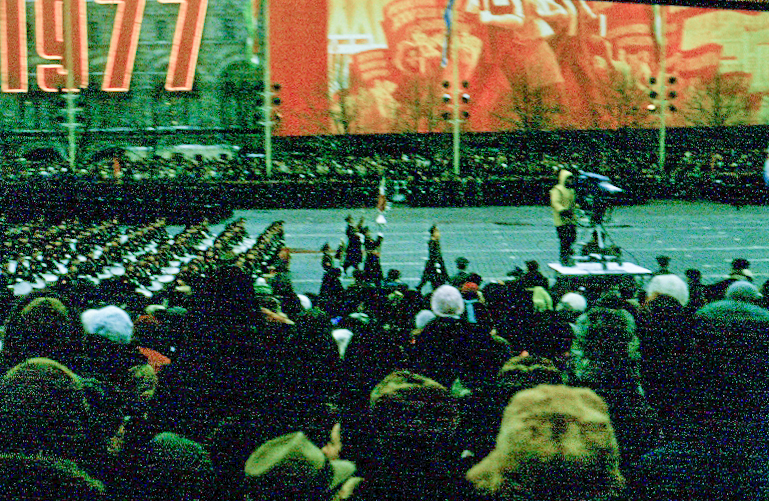
خلال موكب ثورة أكتوبر 1977  [لغات أخرى]‏. يسير فيلق الطبول في مقدمة العرض
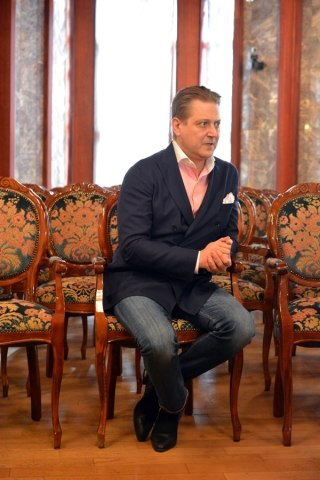
ألكسندر سلادكوفسكي  [لغات أخرى]‏، أحد خريجي المدرسة وهو حاليًا مدير أوركسترا تتارستان السيمفونية الوطنية